# Czintos József
Czintos József (Marosvásárhely, 1946. május 30. – 2023. november 17. vagy előtte) Jászai Mari-díjas erdélyi magyar színész, a Harag György Társulat örökös tagja.

## Életpálya
Elemi és középiskolai tanulmányait szülővárosában, Marosvásárhelyen végezte. Az elemit a Bolyai Farkas Líceumban kezdte, majd a Zene- és Képzőművészeti Szakközépiskolában folytatta, hegedű szakon. Ugyanitt végezte középiskolai tanulmányait is, bőgő szakon. 1965-ben vették fel a Szentgyörgyi István Színművészeti Intézet színész szakára, ahol 1969-ben szerzett diplomát.
1969–2001 között a Szatmárnémeti Északi Színház magyar tagozatának tagja, 2001-től a Bárka Színház gyakori vendége, egy évig a társulat tagja. Munkaviszonya ezalatt sem szűnt meg a szatmári Harag György Társulattal, fizetés nélküli szabadságott vett ki.
Hazatelepülése után újra aktív színésze, 2006 és 2009 között pedig művészeti igazgatója is volt a társulatnak. Az 1990-es évek végén, Parászka Miklós kettős igazgatása alatt maga is részese a Csíki Játékszín megalapításának, a két intézmény útjainak 2002-es elválásakor azonban Szatmárnémetiben maradt. 
2009-ben, negyvenhárom év munkaviszony után megy nyugdíjba, 2011-ben a Harag György Társulat örökös tagjává avatják. 2013-tól újra szerepeket vállal a Harag György Társulatnál és a Csíki Játékszín társulatánál is játszik. 
Pályája során több mint száz szerep, számos filmszerep megformálásával és több rendezéssel írta bele magát az erdélyi magyar színháztörténetbe. Munkásságát különböző szakmai és civil szervezetek számos díjjal és elismeréssel jutalmazták. Egyike Erdély legismertebb és máig legfoglalkoztatottabb színészeinek. Nős, egy fia és egy unokája van.

## Főiskolai szerepe
- Val (Williams: Orpheusz alászáll)

## Színházi szerepei
- Lovinescu: Megkésett tavasz....II. katona
- Kocsis István: A nagy játékos....III. bíró
- Michel: Nemcsak a húszéveseké a világ....Fredo
- Rozov: Véndiákok....Nyikolaj
- Szakonyi Károly: Életem, Zsóka....Pincér
- Jókai Mór: Az aranyember....Sajkás tiszt
- Kányádi Sándor: Ünnepek háza....Hosszúkás
- Rebreanu: Angyal és boríték....Toman
- Pirandello: IV.Henrik....Landolfo
- Mikszáth Kálmán: Különös házasság....Vidonka
- Katajev: A kör négyszögesítése....Sztyopa; Kosztya
- Stoenescu: Az utolsó vagány halála....Fony
- Băieșu: Lábtörlő....Feri
- Kocsis István: Megszámláltatott fák....Böss őrmester
- Illés Endre: Aki szeretni gyáva....A szigorú fiú
- Schönthan: A Szabin nők elrablása....Korpássy
- Kruczkowski: A kormányzó halála....II. Úr; IV. Vendég
- Iacoban: Találkozás a motelben....A pincér
- Karácsony Benő: Rút kiskacsa....Titkár
- Sebastian: A sziget....Titkosügynök
- Platón: Szókratész védőbeszéde....I. bíró; Szolga
- Naghiu: Egyetlen estén....Gépkocsivezető
- Plautus: A hetvenkedő katona....Pyrgopolinices
- Kocsis István: Magellán....II. férfi
- Móricz Zsigmond: Légy jó mindhalálig....Rendőrtiszt
- Munteanu: Az aranydukát....Házmester
- Kocsis István: Tárlat az utcán....Paul Gauguin
- Hacks: Columbus, avagy a hajó jegyében....A granadai követ; Martin Alonso Pinzon
- Hecht-McArthur: A nap szenzációja....Diamond Lovey
- De Herz: Jó reggelt szerelem....Victor Marosin
- Molnár Ferenc: Egy, kettő, három....Antal
- Everac: Vesekő....Hărăbaie
- Soltész József: Hat szem a kulcslyukon....Tibor
- Mrożek: Tangó....Edek
- Móricz Zsigmond: Sári bíró....Hajdók sógor
- Scarpetta: Rongy és címer....Felice
- Yliruusi: Börtönkarrier....Első rendőr
- Popescu: A fiú, aki virágot hord a szájában....Sebestyén
- Georgescu: Négyszemközt a fallal....Lică
- Majakovszkij: Gőzfűrdő....Optimisztyenko elvtárs
- Köntös-Szabó Zoltán: Lakon háza....1. Férfi
- Kincses Elemér: Trójában hull a hó....Kréton
- Dohotaru: Vizsgálat egy fiatalember ügyében....Szerkesztőségi titkár
- Deák Tamás: Az estély....Swift
- Gorkij: A nap fiai....Csepurnoj
- Benedek Elek: Többsincs királyfi....Habakuk
- Szigligeti Ede: Liliomfi....Szellemfi
- Sylvester Lajos: Gyanú....András
- Fejes Endre: Jó estét nyár, jó estét szerelem....Kasznár
- Mikszáth Kálmán: Szépasszony madara....Bonifác
- Aurel Baranga: Arcok és álarcok....Boiangiu
- Vajan: Áldozati nemzedék....Iorgu Bănescu
- Heltai Jenő: A tündérlaki lányok....Petrencey Gáspár
- Otčenašek: Romeo és Júlia november végén....Jarda
- Mușatescu: Titanic keringő....Spirache
- Méhes György: Egy roppant kényes ügy....Kör, Pikk, Treff
- Fodor Sándor: Csipike....Szarvasbika I.
- Solomon: Fogócska....Igazgató
- Pinero: A Posket család titka....Lukyn
- Zágon István: Hyppolit, a lakáj....Hyppolit
- William Shakespeare: A vihar....Calibanf
- Csehov: Platonov szerelmei....Platonov
- Molière: Úrhatnám polgár....Jourdain úr
- Sütő András: Egy lócsiszár virágvasárnapja....Kolhaas Mihály
- Rejtő-Parászka: Szabad a vásár....
- Örkény István: Kulcskeresők....Fóris
- Vaszary Gábor: Bubus....Kondorka
- Illyés Gyula: Dupla vagy semmi....Péter
- Danék: Negyven gazfickó és egy maszületett bárány....Zupás
- Carlo Goldoni: Csetepaté Chioggiában....Fortunato
- Rejtő Jenő: A biztosíték....Grósz (rendező is)
- Lőrincz Miklós: Az asszony igazat mond....Kuncz (rendező is)
- Rejtő Jenő: Akrobat ej!....Gárdos (rendező is)
- Molière: Don Juan avagy a kőszobor lakomája....Sganarelle
- Spiró György: Csirkefej....Apa
- Maugham: Imádok férjhez menni....William Cardew
- Mrożek: Emigránsok....XX
- Örkény István: Tóték....Tót
- Kós Károly: Budai Nagy Antal....Budai Nagy Antal
- William Shakespeare: A windsori víg nők....Sir John Falstaff
- Kusan: Galgócza....Joszip Zeléjics
- Bulgakov: Kutyaszív....Bormenál
- Móricz Zsigmond: Rokonok....Berci bácsi
- Harold Pinter: A gondnok....Davies
- Békés Pál: New Buda....Keokuk
- Tamási Áron: Csalóka szivárvány....Czintos Bálint; Kundi Kund
- Szomory Dezső: Botrány az Ingeborg hangversenyen....Révész
- Karinthy Frigyes: A bűvös szék....Államtitkár
- Békeffy István: Egy csók és más semmi....Dr. Sáfrány
- Corneille: Illúziók játéka....Mórölő
- Szép Ernő: Vőlegény....Papa
- Schiller: Ármány és szerelem....Miller
- William Shakespeare: Vízkereszt, vagy amit akartok....Malvolio
- Molnár Ferenc: Üvegcipő....Sipos
- William Shakespeare: Lear király....Kent
- Tamási Áron: Ősvigasztalás....Csorja Ádám
- Bertolt Brecht: A kaukázusi krétakör....Azdak
- Bakonyi Károly: Mágnás Miska....Korláthy gróf
- Bakonyi Károly: János vitéz....A francia király
- Hunyady Sándor: Puszta szél....
- William Shakespeare: Szentivánéji álom....Zuboly
- Pozsgai Zsolt: Merénylet a színpadon....Demeter
- Karinthy-Kellér-Rejtő-Lőrincz: Volt is-lesz is kabaré....Piroska; Kerekes; Férj
- Rejtő Jenő: Központi ügyelet....Kerekes
- Kellér Dezső: A jóslat....Férj
- William Shakespeare: A makrancos hölgy megszelídítése....Huncfut Kristóf; Lord; Petruchio
- Schaffer: Amadeus....Schikaneder
- Páskándi Géza: László, szent király....Dezső
- Nóti Károly: Majd a jegenye....Jegenye
- Rejtő-Nádassy-nóti: Indul az ezred....Krachmann; Jegenye
- Nádassy-Rejtő: A mohácsi vész....Krachmann
- William Shakespeare: Romeo és Júlia....Prologos; Escalus; Lőrinc barát
- Molière: Scapin furfangjai....Szilveszter
- Harold Pinter: Hazatérés....Sam
- Pirandello: Hat szerep szerzőt keres....Első színész
- Szigligeti Ede: Fogadó a Nagy Kátyúhoz....Kányai
- William Shakespeare: Falstaff (IV. Henrik)....IV. Henrik király/Sir John Falstaff
- Molnár Ferenc: A Pál utcai fiúk....Janó
- Molière: Tartuffe....Orgon
- Székely János: Caligula helytartója....Barakiás
- Márai Sándor: A szegények iskolája....Tanár
- Miller: Boszorkányhajsza....Danforth főbíró
- De Filippo: Belső hangok....Pasquale Cimmaruta
- Hamvai Kornél: Márton partjelző fázik....Márton partjelző
- William Shakespeare: Hamlet....Polonius, Sírásó
- William Shakespeare: A velencei kalmár....Shylock
- Rideg Sándor: Indul a bakterház....Bakter
- Csáth Géza: A Janika....Pertics Jenő
- Molnár Ferenc: Játék a kastélyban....Turay
- Caragiale: Zűrzavaros éjszaka....Jupîn Dumitrache Titirică
- Tóth Ede: A falu rossza....Feledi Gáspár
- Tasnádi István: Malacbefőtt....Végh Doktor
- Kálmán Imre: Csárdáskirálynő....Miska
- Frayn: Veszett fejsze....Czirják Dániel
- Mcdonagh: Vaknyugat....Coleman Connor

## Színházi rendezései
- Babos bál (1989)
- Békeffi László: Angolok Párizsban (1992)
- Nóti Károly: Éjféli vendégek (1992)
- Hihetetlen véletlen (1992)
- Vadnai-Nóti-Török-Czintos: Privatizélünk (1993)
- Rejtő Jenő: Eltanácsolás (1998)
- Grünbaum: A három testőr (1998)
- Lőrincz Miklós: Kedden délután (1998)
- Rejtő Jenő: Herkules bonbon (1998)
- André: Lulu (2007)

## Filmjei
- Megint tanú (1995)
- Balekok és banditák (1996)
- Kisváros (1999-2000)
- Egyszer élünk (2000)
- Lili (2003)
- A fény ösvényei (2005)
- Kivilágos kivirradtig (2005)
- Versünnep 2007 – döntő (2007)
- Boszorkánykör (2009)
- Terápia (2017)

## Díjai
- 1990 – Kisvárda: Legjobb férfi alakítás Caliban alakjának megformálásáért (Vihar)
- 1991 – Kisvárda: Legjobb férfi alakítás Fóris alakjának megformálásáért (Kulcskeresők)
- 1991 – Sepsiszentgyörgy: Legjobb férfi alakítás Fóris alakjának megformálásáért
- 1993 – Kisvárda: Legjobb férfi alakítás az Apa alakjának megformálásáért (Csirkefej)
- 1995 – Harag György Emlékplakett a társulat művészeinek szavazata alapján
- 1995 – Kovács György-díj sorozatos kiváló színpadi alakításaiért. Erdélyi Magyar Közművelődési Egyesület
- 1996 – Színészi alakításáért, Kisvárda
- 1998 – Harag György Emlékplakett a társulat művészeinek szavazata alapján
- 1998 – Több évtizedes munkássága elismeréséért, Kisvárda
- 1998 – A Szatmári Művelődési Felügyelőség díja Czintos József munkásságáért
- 2000 – Művészi pályakezdése 30. évfordulójára, Nagyvárad, Szigligeti Társulat
- 2001 – Jászai Mari-díj – A díjat a Magyar Köztársaság Nemzeti Kulturális Örökség Minisztériumának minisztere adományozta.